# Desmond Piper
Desmond Piper   (Melbourne, 11 d'octubre de 1941) és un jugador d'hoquei sobre herba australià, ja retirat, que va competir durant les dècades de 1960 i 1970.
Durant la seva carrera esportiva va prendre part en tres edicions dels Jocs Olímpics d'Estiu. El 1964, a Tòquio, va guanyar la medalla de bronze en la competició d'hoquei sobre herba, el 1968, a Ciutat de Mèxic, va guanyar la medalla de plata, mentre el 1972 fou cinquè. Va jugar 82 partits amb la selecció australiana, en què marcà 16 gols. Una vegada retirat exercí d'entrenador en diferents equips, entre ells la selecció nacional australiana durant dues dècades. El 2010 fou incorporat al Hall of Fame Hockey Australia.